# Svenska kyrkans lekmannaförbund
Svenska kyrkans lekmannaförbund bildades 1918, då med huvudnamnet Kyrkobröderna. Under 1980-talet blev allt fler kvinnor medlemmar och det vedertagna begreppet ströks då ur organisationens namn. Förbundet är organiserat i kårer, vars antal växlat betydligt genom åren.